# Аликулиева, Исбаит Джебраил кызы
Исбаит Джебраил кызы Аликулиева (азерб. İsbəyid Cəbrayıl qızı Əliquliyeva; 1909, Джебраильский уезд — 17 мая 1996, Баку) — советский азербайджанский хлопковод, Герой Социалистического Труда (1948).

## Биография
Родилась в 1909 году в селе Чайтумас Джебраильского уезда Елизаветпольской губернии (ныне Губадлинский район Азербайджана).
Начала трудовую деятельность в 1932 году в колхозе имени Низами колхозницей. С 1941 года звеньевая колхоза имени Низами и колхоза «Азербайджан», с 1960 года колхозница колхоза «Правда», с 1965 года колхозница колхоза имени Мехти Гусейн-заде. В 1947 году получила урожай хлопка 94,67 гектара на площади 3,5 гектаров. 
С мая 1965 года — пенсионер союзного значения.
Указом Президиума Верховного Совета СССР от 10 марта 1948 года за получение в 1947 году высоких урожаев хлопка Аликулиевой Исбаит Джебраил кызы присвоено звание Героя Социалистического Труда с вручением ордена Ленина и золотой медали «Серп и Молот».
Активно участвовала в общественной жизни Азербайджана. Член КПСС с 1952 года.
С 1993 года проживает в городе Баку.
Скончалась 17 мая 1996 года в городе Баку.